# Uma Vila de Novela
Uma Vila de Novela é um programa de televisão em estilo reality show, produzido e exibido pelo canal Multishow. O programa mostra o dia a dia do digital influencer Carlinhos Maia, que participa e também dirige de uma certa forma o pessoal da Vila Primavera ou Vila do Carlinhos Maia. Estreou em 9 de dezembro de 2019, de segunda à sexta, às 22h.

## Sinopse
Agora, Carlinhos – que tem a segunda maior audiência do mundo nos stories - vai levar seu universo das redes sociais para outras telas. O local vai ser a estrela da atração e ali, naquele microclima de cidade pequena, cada morador é um personagem; cada casa, uma locação; cada dia, um episódio.

## Elenco
O programa também leva para a TV rostos conhecidos do público que acompanha as redes sociais de Carlinhos Maia, como Lucas Guimarães, Maria, Virgílio, Madalena, Branca, Brenda Ysadora, Cauã Kardashian, Masxuelzinho, Cristiane Castro e Paulo Rodriguez, além de muitos outros.

### Participações especiais
- Daniela Mercury[5]
- Latino
- MC Kekel
- Jottapê
- Nicole Bahls
- Fiuk
- Romero Britto[6]
- Val Marchiori[7]
- Gabriel Gava

## Episódios
| Temporada | Temporada | Episódios | Início                |
| --------- | --------- | --------- | --------------------- |
|           | 1         | 16        | 9 de dezembro de 2019 |
|           | 2         | 15        | 2021                  |

## Produção
As gravações ocorrem na Vila Primavira, que fica na cidade de Penedo, Alagoas, e em diversas locações da cidade, com realização do Multishow, com produção da Non Stop Produções, e direção de Diego Pignataro.